# Zizeeria labradus
Zizeeria labradus är en fjärilsart som beskrevs av Jean Baptiste Godart 1823. Zizeeria labradus ingår i släktet Zizeeria och familjen juvelvingar. Inga underarter finns listade i Catalogue of Life.